# 958
958 (CMLVIII) var ett normalår som började en fredag i den julianska kalendern.

## Händelser

### Okänt datum
- När den danske kungen Gorm den gamle dör blir hans son Harald Blåtand ny kung av Danmark.

## Födda
- Basileios II, kejsare av Bysantinska riket.

## Avlidna
- Gorm den gamle, kung av Danmark sedan 934.